# Аудрини
Аудрини (латыш. Audriņi) — староверческая деревня в Аудринской волости Резекненского края Латвии в 11 километрах от города Резекне. Была полностью уничтожена вместе со всеми жителями местными карателями 2-4 января 1942 года, что ставит эту трагедию в один ряд с трагедией Хатыни. По количеству жертв уничтожение Аудрини превосходит Хатынь, однако известно это село гораздо меньше. На месте захоронения убитых жителей воздвигнут Анчупанский мемориал.
В настоящий момент деревня Аудрини является административным центром Аудриньской волости. По данным на 2018 год, в населённом пункте проживал 471 человек.

## История

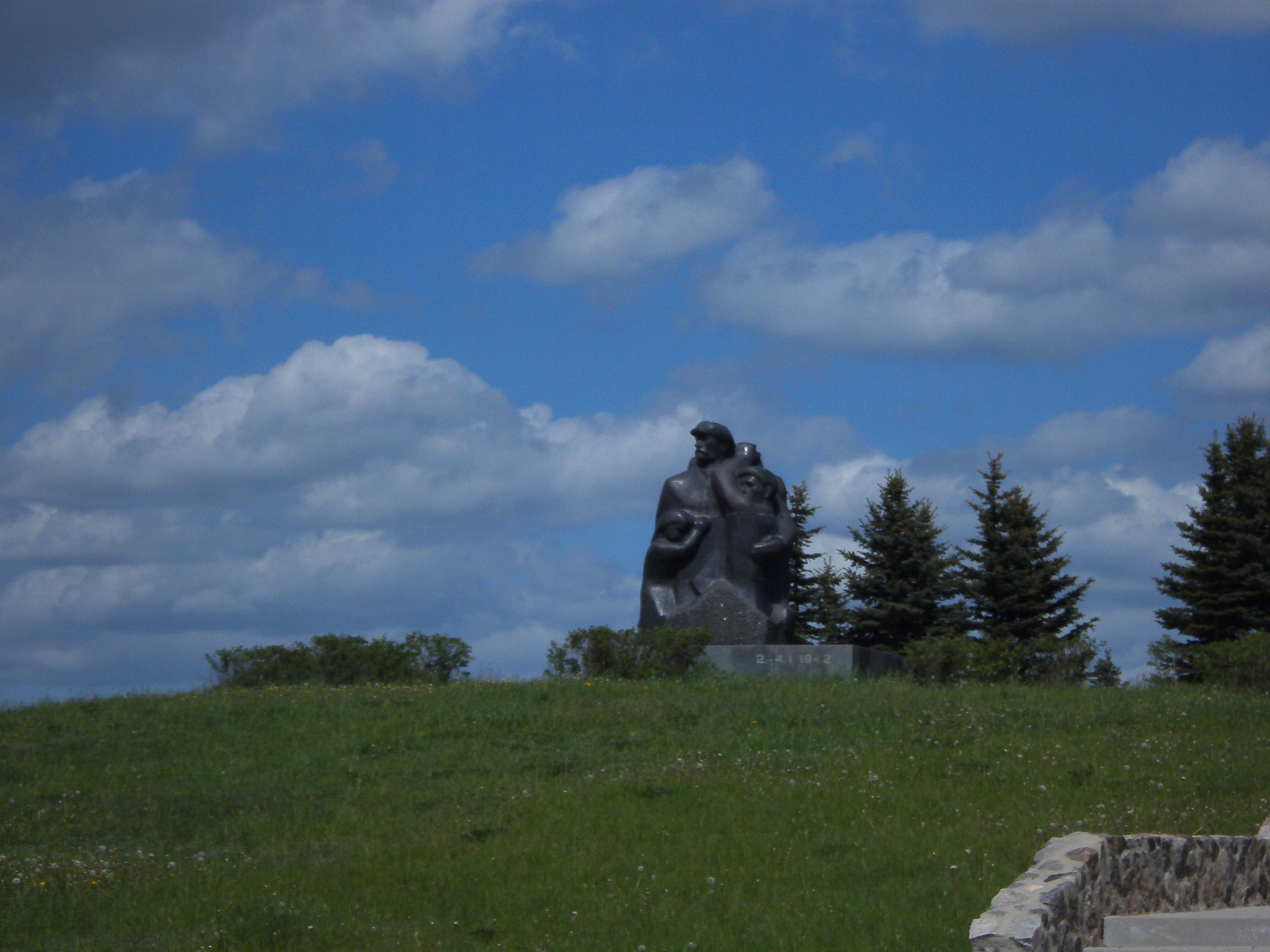
Памятник жертвам нацистов в Аудрини

После начала Великой Отечественной войны оккупированная территория была включена в состав рейхскомиссариата «Остланд».
В сентябре 1941 года из заключения в городе Резекне бежал бывший милиционер Родион Глушнев и некоторое время спустя, вместе с четырьмя бежавшими из плена красноармейцами, прибыли в старообрядческую деревню Аудрини, где их приняла мать Глушнева Анисья. Беглецы особо не скрывались, ходили по деревне с оружием и даже на танцы в соседнюю деревню Лиела Пудерова, где размещались немцы.
О скрывавшихся было известно и жительнице соседней деревни Заречье Марине Морозовой, которая была в напряжённых отношениях с Глушневой после конфликта, возникшего между ней и Глушневой во время грабежа имущества убитых летом 1941 года евреев: женщины не могли поделить вещи. Осенью Морозова и её мать Акулина Рогова несколько раз (нередко, после совместного употребления алкоголя) угрожали сдать полиции местонахождение красноармейцев. Доподлинно неизвестно, о чём было донесено полиции, но вероятно о краденных еврейских вещах или самогоноварении, иначе на задержание не были бы отправлены двое полицейских, один из которых был без оружия. Согласно свидетельским показаниям, Рогова оправдывалась, говоря: «Не я доносила, а моя дочь. Мы хотели сгубить одну Глушневу, а не всех».
18 декабря 1941 года в деревне Аудрини двумя полицейскими-коллаборационистами Лудборжем и Ульяновсом были обнаружены шесть скрывающихся советских солдат. Во время завязавшейся перестрелки были убиты Лудборж и один из красноармейцев. Ульяновсу удалось скрыться, а солдаты бежали в лес. В тот же день отряд карателей во главе с лично Майковскисом окружил избу, где скрывались солдаты, и схватил её хозяйку, Анисью Глушневу, и её малолетнего сына Василия. Майковскис лично применял к ним пытки, пытаясь выяснить, куда ушли беглецы. Вскоре в погоню за солдатами был послан отряд полицейских, но в перестрелке погибли трое из них, и оставшимся пришлось вернуться ни с чем. Начальник полиции Резекненского района Альберт Эйхелис и Майковскис попросили у немецкого комиссара Штрауха разрешения на уничтожение деревни Аудрини и всех её жителей, на что тот дал своё согласие.
2 января 1942 года были расстреляны 170 (по другим данным 205) жителей Аудрини, а сама деревня сожжена дотла. 4 января ещё 30 мужчин, как того требовал приказ комиссара, были расстреляны на Базарной площади в Резекне.
В советское время населённый пункт был центром Аудриньского сельсовета Резекненского района. В деревне располагалась центральная усадьба колхоза «Аудрини».

## Современное состояние
В настоящее время в Аудрини расположены волостная администрация, средняя школа, дом культуры, библиотека, медпункт.